# Coupe UEFA 1979-1980
Navigation
Édition précédente Édition suivante
La Coupe UEFA 1979-1980 est la neuvième édition de la Coupe de l'UEFA, qui oppose les meilleurs clubs européens qualifiés grâce aux résultats de leur championnat national. Cette édition voit l'Eintracht Francfort s'imposer en finale contre le tenant du titre, le Borussia Mönchengladbach, pour ce qui est la première finale européenne entre deux formations ouest-allemandes. Le Borussia est le premier tenant de la Coupe UEFA à participer à l'édition suivante depuis 1972. C'est la première Coupe d'Europe pour l'Eintracht Francfort tandis que Mönchengladbach dispute sa 5e finale européenne en huit saisons.
Deux attaquants ouest-allemands se partagent le titre honorifique de meilleur buteur de la compétition, avec 7 buts : Dieter Hoeness du Bayern Munich et Harald Nickel de Möchengladbach.
Comme depuis sept saisons, il n'y a pas d'équipe albanaise lors de cette édition. La Tchécoslovaquie obtient le droit de qualifier trois clubs, au détriment de la RDA et de la Bulgarie, qui n'en envoient que deux. Le Borussia Mönchengladbach, tenant du titre et non-qualifié grâce à son classement en championnat de RFA, est également invité à participer, ce qui porte à cinq le nombre de formations ouest-allemandes.
Encore plus que lors de l'édition précédente, les équipes représentantes de la RFA vont réaliser de superbes performances lors de cette Coupe de l'UEFA : pour la première fois dans l'histoire des Coupes d'Europe, les quatre demi-finalistes sont issus d'un même pays et le 5e représentant n'est éliminé qu'en quart de finale, par une autre équipe ouest-allemande ! À l'inverse, les clubs des nations traditionnellement performantes en Coupe de l'UEFA réalisent des parcours assez quelconques : les trois équipes espagnoles sont éliminées dès le premier tour, tandis qu'aucune formation italienne ou anglaise n'atteint les huitièmes de finale.

## Trente-deuxièmes de finale
| Équipe 1                  | Résultat | Équipe 2                 | Aller | Retour   |
| ------------------------- | -------- | ------------------------ | ----- | -------- |
| 1. FC Brno                | 7 - 1    | Esbjerg fB               | 6 - 0 | 1 - 1    |
| AGF Aarhus                | 2 - 1    | Stal Mielec              | 1 - 1 | 1 - 0    |
| Aberdeen FC               | 1 - 2    | Eintracht Francfort      | 1 - 1 | 0 - 1    |
| Aris Salonique            | 4 - 3    | Benfica Lisbonne         | 3 - 1 | 1 - 2    |
| Club Atlético de Madrid   | 1 - 5    | Dynamo Dresde            | 1 - 2 | 0 - 3    |
| Borussia MönchengladbachT | 4 - 1    | Viking FK                | 3 - 0 | 1 - 1    |
| Dinamo Bucarest           | 12 - 0   | Alkí Larnaca             | 3 - 0 | 9 - 0    |
| Dundee United             | 1e - 1   | RSC Anderlecht           | 0 - 0 | 1 - 1    |
| Bohemians Prague          | 2 - 4    | Bayern Munich            | 0 - 2 | 2 - 2    |
| FC Carl Zeiss Iéna        | 4 - 1    | West Bromwich Albion     | 2 - 0 | 2 - 1    |
| Dynamo Kiev               | 3 - 2    | PFK CSKA Sofia           | 2 - 1 | 1 - 1    |
| Progrès Niederkorn        | 0 - 6    | Grasshopper Club Zurich  | 0 - 2 | 0 - 4    |
| Chakhtar Donetsk          | 2 - 3    | AS Monaco                | 2 - 1 | 0 - 2    |
| Feyenoord Rotterdam       | 2 - 0    | Everton FC               | 1 - 0 | 1 - 0    |
| FC Zurich                 | 2 - 8    | 1. FC Kaiserslautern     | 1 - 3 | 1 - 5    |
| Galatasaray SK            | 1 - 3    | Étoile rouge de Belgrade | 0 - 0 | 1 - 3    |
| Glenavon FC               | 0 - 2    | Standard de Liège        | 0 - 1 | 0 - 1    |
| Inter Milan               | 3 - 2    | Real Sociedad            | 3 - 0 | 0 - 2    |
| Kalmar FF                 | 2 - 2e   | ÍBK Keflavík             | 2 - 1 | 0 - 1    |
| Koparit Kuopio            | 1 - 4    | Malmö FF                 | 1 - 2 | 0 - 2    |
| SSC Naples                | 2 - 1    | Olympiakos Le Pirée      | 2 - 0 | 0 - 1    |
| Orduspor                  | 2 - 6    | FC Baník Ostrava         | 2 - 0 | 0 - 6    |
| AC Pérouse                | 1 - 0    | Dinamo Zagreb            | 1 - 0 | 0 - 0    |
| Lokomotiv Sofia           | 3 - 2    | Ferencváros TC           | 3 - 0 | 0 - 2    |
| Rapid Vienne              | 2 - 4    | Diósgyőri VTK            | 0 - 1 | 2 - 3    |
| Skeid Fotball             | 1 - 10   | Ipswich Town             | 1 - 3 | 0 - 7    |
| Sporting CP               | 2 - 0    | Bohemian FC              | 2 - 0 | 0 - 0    |
| Sporting de Gijón         | 0 - 1    | PSV Eindhoven            | 0 - 0 | 0 - 1    |
| Valletta FC               | 0 - 7    | Leeds United             | 0 - 4 | 0 - 3    |
| VfB Stuttgart             | 2e - 2   | Torino FC                | 1 - 0 | 1 - 2 ap |
| Widzew Łódź               | 2 - 4    | AS Saint-Étienne         | 2 - 1 | 0 - 3    |
| Wiener Sport-Club         | 1 - 3    | Universitatea Craiova    | 0 - 0 | 1 - 3    |

## Seizièmes de finale
| Équipe 1                  | Résultat | Équipe 2             | Aller | Retour   |
| ------------------------- | -------- | -------------------- | ----- | -------- |
| 1. FC Brno                | 5 - 2    | ÍBK Keflavík         | 3 - 1 | 2 - 1    |
| AGF Aarhus                | 2 - 5    | Bayern Munich        | 1 - 2 | 1 - 3    |
| Aris Salonique            | 4 - 1    | AC Pérouse           | 1 - 1 | 3 - 0    |
| Borussia MönchengladbachT | 4 - 3    | Inter Milan          | 1 - 1 | 3 - 2 ap |
| Dinamo Bucarest           | 2 - 3    | Eintracht Francfort  | 2 - 0 | 0 - 3 ap |
| Dundee United             | 1 - 4    | Diósgyőri VTK        | 0 - 1 | 1 - 3    |
| SG Dynamo Dresde          | 1 - 1e   | VfB Stuttgart        | 1 - 1 | 0 - 0    |
| Baník Ostrava             | 1 - 2    | Dynamo Kiev          | 1 - 0 | 0 - 2    |
| Universitatea Craiova     | 4 - 0    | Leeds United         | 2 - 0 | 2 - 0    |
| Feyenoord Rotterdam       | 5 - 1    | Malmö FF             | 4 - 0 | 1 - 1    |
| Grasshopper Club Zurich   | 1e - 1   | Ipswich Town         | 0 - 0 | 1 - 1    |
| Lokomotiv Sofia           | 5 - 4    | AS Monaco            | 4 - 2 | 1 - 2    |
| PSV Eindhoven             | 2 - 6    | AS Saint-Étienne     | 2 - 0 | 0 - 6    |
| Étoile rouge de Belgrade  | 6 - 4    | FC Carl Zeiss Iéna   | 3 - 2 | 3 - 2    |
| Sporting CP               | 1 - 3    | 1. FC Kaiserslautern | 1 - 1 | 0 - 2    |
| Standard de Liège         | 3 - 2    | SSC Naples           | 2 - 1 | 1 - 1    |

## Huitièmes de finale
| Équipe 1                  | Résultat | Équipe 2                 | Aller | Retour |
| ------------------------- | -------- | ------------------------ | ----- | ------ |
| AS Saint-Étienne          | 7 - 4    | Aris Salonique           | 4 - 1 | 3 - 3  |
| Bayern Munich             | 4 - 3    | Étoile rouge de Belgrade | 2 - 0 | 2 - 3  |
| Borussia MönchengladbachT | 2 - 1    | Universitatea Craiova    | 2 - 0 | 0 - 1  |
| Diósgyőri VTK             | 1 - 8    | 1. FC Kaiserslautern     | 0 - 2 | 1 - 6  |
| Eintracht Francfort       | 4 - 2    | Feyenoord Rotterdam      | 4 - 1 | 0 - 1  |
| Grasshopper Club Zurich   | 0 - 5    | VfB Stuttgart            | 0 - 2 | 0 - 3  |
| Lokomotiv Sofia           | 2e - 2   | Dynamo Kiev              | 1 - 0 | 1 - 2  |
| Standard de Liège         | 3 - 5    | 1. FC Brno               | 1 - 2 | 2 - 3  |

## Quarts de finale
| Équipe 1             | Résultat | Équipe 2                  | Aller | Retour |
| -------------------- | -------- | ------------------------- | ----- | ------ |
| 1. FC Kaiserslautern | 2 - 4    | Bayern Munich             | 1 - 0 | 1 - 4  |
| AS Saint-Étienne     | 1 - 6    | Borussia MönchengladbachT | 1 - 4 | 0 - 2  |
| Eintracht Francfort  | 6 - 4    | 1. FC Brno                | 4 - 1 | 2 - 3  |
| VfB Stuttgart        | 4 - 1    | Lokomotiv Sofia           | 3 - 1 | 1 - 0  |

## Demi-finales
| Équipe 1      | Résultat | Équipe 2                  | Aller | Retour   |
| ------------- | -------- | ------------------------- | ----- | -------- |
| Bayern Munich | 3 - 5    | Eintracht Francfort       | 2 - 0 | 1 - 5 ap |
| VfB Stuttgart | 2 - 3    | Borussia MönchengladbachT | 2 - 1 | 0 - 2    |

## Finale
| Équipe 1                  | Résultat | Équipe 2            | Aller | Retour |
| ------------------------- | -------- | ------------------- | ----- | ------ |
| Borussia MönchengladbachT | 3 - 3e   | Eintracht Francfort | 3 - 2 | 0 - 1  |